# Médaille commémorative de l'expédition de Fiume
La médaille commémorative de l'expédition de Fiume est une médaille du royaume d'Italie, créée comme décoration officieuse de la régence italienne du Carnaro, établie par Gabriele d'Annunzio, sous le nom de médaille commémorative de la marche de Ronchi, immédiatement après l'occupation de Fiume le 12 septembre 1919.

## Histoire
Il existe trois séries de cette médaille : la première a été frappée à 200 exemplaires et remise aux légionnaires qui sont entrés à Fiume avec d'Annunzio, pesant entre 36 et 41,5 grammes et affectée par toutes les variables d'une frappe irrégulière. Médaille à patine verte/noire, volontairement vieillie (livrée entre les années 1919/1920). Deuxième frappe, bronze foncé, brun ou noir, entre 34 et 35 grammes, poids variable (livré entre 1919/1936). Troisième tirage, bronze foncé, couleur brun foncé ou noir, entre 30 et 33 grammes en poids variables (livrées entre les années 1937/1945). Le tirage total des médailles est de 11165 pièces. Il existe également des pièces d'après-guerre dont le poids varie entre 29 et 25 grammes.
La médaille, qui ne porte aucune signature ou marque, a été frappée par S. Johnson de Milan, d'après un modèle du sculpteur Adolfo de Carolis, qui a suivi les instructions précises du « Vate ».
Accompagnée d'un diplôme signé par D'Annunzio lui-même, la médaille a été décernée aux légionnaires arrivés à Fiume après avoir participé à la marche de Ronchi, à l'équipage du navire royal Cortellazzo (ex-croiseur Marco Polo) arrivé à Fiume le 22 septembre, à ceux qui avaient combattu lors du "Natale di Sangue" (Noël sanglant) entre le 24 et le 28 décembre 1920 et à des personnalités connues qui avaient contribué de diverses manières à la cause de Fiume.
En 1935, Gabriele d'Annunzio a fait don à sa patrie de sa médaille de l'expédition de Fiume, avec trois barrettes, ainsi que d'autres médailles et un insigne représentant une épée (en or et en argent) portant la devise : "COSA FATTA CAPO HA".
Certaines médailles ont été frappés en or pour :
- le fanion des Légionnaires de Ronchi ;
- Le capitaine pilote Ernesto Cabruna ;
- Giovanni Host-Venturi ;
- Le lieutenant Antonio Masperi, le lieutenant général de D'Annunzio ;
- Arturo Toscanini (actuellement au Museo teatrale alla Scala de Milan) ;
- Guglielmo Marconi.

Elle a ensuite été autorisée pour les membres de la Milice volontaire pour la sécurité nationale (Milizia volontaria per la sicurezza nazionale), puis pour tous les membres des forces armées (Forze armate).

## Décoration

### Médaille
La médaille se compose d'un disque en bronze d'un diamètre de 39 mm et d'une attache cambrette :
sur l'avers
dans la partie inférieure, des bras levant des poignards avec au centre un étendard romain soutenant un aigle aux ailes déployées dans la partie supérieure de la médaille, sur les côtés de l'étendard l'inscription "HIC - MANE / BIMUS - OPTIME" sur deux lignes ;
au verso
L'inscription "AI / LIBERATORI / XII-SETTEMBRE/MCMXIX", sur quatre lignes, au-dessus d'une couronne de laurier, en dessous sur le bord l'inscription "FIUME D'ITALIA" sur un parchemin déroulé.

### Ruban
Le ruban comporte trois bandes verticales égales aux couleurs des armoiries de la municipalité de Fiume: turquoise, jaune et carmin.

## Source
- (it) Cet article est partiellement ou en totalité issu de l’article de Wikipédia en italien intitulé « Medaglia commemorativa della spedizione di Fiume » (voir la liste des auteurs).